# Roxana Nubert
Roxana Nubert (* 3. Januar 1953 in Timișoara) ist Germanistin und Romanistin; seit 1996 Leiterin des Germanistiklehrstuhls an der Westuniversität Temeswar, Rumänien.

## Leben und berufliche Laufbahn
Roxana Nubert besuchte von 1960 bis 1972 das deutschsprachige Nikolaus-Lenau-Lyzeum in Timișoara und studierte anschließend Germanistik und Romanistik an der Westuniversität Temeswar.
Ihre berufliche Laufbahn begann sie als Deutschlehrerin in Lugosch und Timișoara und wechselte 1981 an die Westuniversität, wo sie von 1981 bis 1990 als wissenschaftliche Assistentin am Germanistiklehrstuhl, von 1990 bis 1995 als Lektorin und ab 1995 als Dozentin tätig war. Im März 1996 übernahm sie die Leitung des Germanistiklehrstuhls der Westuniversität Temeswar. 1993 promovierte sie zum Dr. phil. an der Universität Bukarest zum Thema „Oscar Walter Cisek als Mittler zwischen der deutschen und rumänischen Kultur“. Seit 1998 ist sie Professorin am Germanistiklehrstuhl der Westuniversität Temeswar.
Ab 1990 erhielt sie zahlreiche Stipendien im Ausland am  Goethe-Institut Göttingen (1990), an der Humboldt-Universität Berlin (1991), an der Universität Regensburg (1992), am Goethe-Institut München (1993), an der Ludwig-Maximilians-Universität München (1994, 1995 und 2005) und an der Universität Wien (1997, 1999, 2000, 202, 2003, 2004 und 2006).
Hinzu kommen zahlreiche Gastvorträge an der Universität Bukarest (1998),  an der Witwatersrand-Universität in Johannesburg (2001),  an der Universität Extremadura in Cáceres (2001), an der Ludwig-Maximilians-Universität München  (2002),  beim Literaturarchiv Marbach am Neckar (2005) und in Tegernsee (2005).

## Buchveröffentlichungen
- Oscar Walter Cisek als Mittler zwischen deutscher und rumänischer Kultur. Reihe „Theorie und Forschung. Literaturwissenschaft“ Bd. 301. S. Roderer, Regensburg 1994, ISBN 3-89073-732-3.
- Deutschsprachige Literatur im rumänischen Kulturraum: Möglichkeiten und Grenzen. Mirton, Timişoara 1994, ISBN 973-9194-07-9.
- Aufbruch und Untergang. Zum modernen österreichischen Roman. Mirton, Timişoara 1997, ISBN 973-578-403-3.
- Raum- und Zeitbeziehungen in der deutschsprachigen Literatur. Mirton, Timişoara 1998, ISBN 973-578-498-X.
- Paradigmenwechsel moderner deutschsprachiger Literatur. Mirton, Timişoara 2002, ISBN 973-585-664-6.
- zusammen mit Marianne Marki, Angelika Ionas und Karla Sinitean-Singer: Deutsch + Didaktik. Fort- und Weiterbildung DaF + DaZ + DaM. Bd. 1, Mirton, Timişoara 2003, ISBN 973-585-998-X.
- zusammen mit Ileana Pintilie Teleaga: Mitteleuropäische Paradigmen in Südosteuropa – Ein Beitrag zur modernen Kultur der Deutschen im Banat. Edition Praesens, Wien 2006, ISBN 3-7069-0340-7.
- zusammen mit Angelika Ionas und Marianne Marki: Deutsch + Didaktik. Fort- und Weiterbildung DaF + DaZ + DaM. Bd. 2, Editura Mirton, Timişoara 2007, ISBN 973-585-998-X.

## Mitgliedschaften
- Vizepräsidentin der International Federation for Modern Languages and Literatures
- Internationale Vereinigung für Germanische Sprach- und Literaturwissenschaft
- Internationaler Deutschlehrerverband
- Internationale Robert-Musil-Gesellschaft
- Internationale Lenau-Gesellschaft
- Deutsch-Rumänische Akademie Mainz
- Institut zur Erforschung und Förderung österreichischer und internationaler Literaturprozesse Wien
- Semiotic Society of America
- International Association for Semiotics
- Gesellschaft der Germanisten Rumäniens
- Deutschlehrerverband Rumäniens